# Eric Clapton (альбом)
Eric Clapton — дебютный сольный альбом британского музыканта Эрика Клэптона, выпущенный в августе 1970 года лейблами Atco Records (США) и Polydor Records (Великобритания). В 2006 и 2010 годах были выпущены переиздания альбома с добавлением бонус-треков.

## Об альбоме
Этот альбом был записан Клэптоном (параллельно с участием в проекте Derek and the Dominos) после завершения совместного концертного тура с американским дуэтом Delaney & Bonnie, причём Делани Брамлетт и Бонни Брамлетт приняли непосредственное участие в записи альбома, а Делани стал его продюсером. Делани и Бонни Брамлетт являются также соавторами Клэптона в большинстве композиций на этом альбоме.
В своей ретроспективной рецензии музыкальный критик Томас Эрлевайн написал, что на этом альбоме Клэптон звучит более непринужденно, чем на своих предыдущих записях. «В нём все ещё присутствуют элементы блюза и рок-н-ролла, но они скрыты под слоями госпела, ритм-энд-блюза, кантри и поп-музыки <…> На протяжении всего альбома Клэптон выдаёт лаконичные соло, которые принижают его статус бога гитары, даже когда они демонстрируют поразительную музыкальность и технику. Это и хорошо, и плохо — приятно слышать, как он растёт и становится более разносторонним музыкантом, но слишком часто альбому не хватает искры, которую могли бы дать несколько длинных гитарных соло».

## Список композиций
| №  | Название                            | Автор(ы)                       | Длительность |
| -- | ----------------------------------- | ------------------------------ | ------------ |
| 1. | «Slunky»                            | Делани Брамлетт · Эрик Клэптон | 3:40         |
| 2. | «Bad Boy»                           | Делани Брамлетт · Эрик Клэптон | 4:17         |
| 3. | «Lonesome and a Long Way from Home» | Делани Брамлетт · Леон Расселл | 4:00         |
| 4. | «After Midnight»                    | Джей Джей Кейл                 | 3:15         |
| 5. | «Easy Now»                          | Эрик Клэптон                   | 2:55         |
| 6. | «Blues Power»                       | Эрик Клэптон · Леон Расселл    | 3:45         |

| №  | Название                     | Автор(ы)                       | Длительность |
| -- | ---------------------------- | ------------------------------ | ------------ |
| 1. | «Bottle of Red Wine»         | Эрик Клэптон                   | 2:55         |
| 2. | «Lovin’ You Lovin’ Me»       | Делани Брамлетт · Эрик Клэптон | 3:45         |
| 3. | «Told You For the Last Time» | Делани Брамлетт · Стив Кроппер | 2:30         |
| 4. | «Don’t Know Why»             | Делани Брамлетт · Эрик Клэптон | 3:35         |
| 5. | «Let It Rain»                | Делани Брамлетт · Эрик Клэптон | 5:17         |

| №                   | Название                                                                            | Длительность |
| ------------------- | ----------------------------------------------------------------------------------- | ------------ |
| 1.                  | «Slunky»                                                                            | 3:33         |
| 2.                  | «Bad Boy»                                                                           | 3:33         |
| 3.                  | «Lonesome and a Long Way from Home»                                                 | 3:29         |
| 4.                  | «After Midnight»                                                                    | 2:51         |
| 5.                  | «Easy Now»                                                                          | 2:57         |
| 6.                  | «Blues Power»                                                                       | 3:08         |
| 7.                  | «Bottle of Red Wine»                                                                | 3:06         |
| 8.                  | «Lovin’ You, Lovin’ Me»                                                             | 3:19         |
| 9.                  | «Told You for the Last Time»                                                        | 2:30         |
| 10.                 | «Don’t Know Why»                                                                    | 3:10         |
| 11.                 | «Let It Rain»                                                                       | 5:02         |
| 12.                 | «Blues in 'A'» (session outtake) (bonus track)                                      | 10:25        |
| 13.                 | «Teasin’» (King Curtis with Delaney Bramlett, Eric Clapton & Friends) (bonus track) | 2:14         |
| 14.                 | «She Rides» («Let It Rain» alternate version) (bonus track)                         | 5:08         |
| Общая длительность: | Общая длительность:                                                                 | 54:41        |

| №                   | Название | Длительность |
| ------------------- | --- | ------------ |
| 1.                  | «Slunky» | 3:33         |
| 2.                  | «Bad Boy» | 3:41         |
| 3.                  | «Easy Now» | 2:57         |
| 4.                  | «After Midnight»                                                                                               | 3:17         |
| 5.                  | «Blues Power»                                                                                                  | 3:19         |
| 6.                  | «Bottle of Red Wine»                                                                                           | 3:06         |
| 7.                  | «Lovin’ You, Lovin’ Me»                                                                                        | 4:03         |
| 8.                  | «Lonesome and a Long Way from Home»                                                                            | 3:48         |
| 9.                  | «Don’t Know Why»                                                                                               | 3:43         |
| 10.                 | «Let It Rain»                                                                                                  | 5:03         |
| 11.                 | «Don’t Know Why» (Olympic Studios version) (bonus track)                                                       | 5:12         |
| 12.                 | «I’ve Told You for the Last Time» (Olympic Studios version) (bonus track)                                      | 6:46         |
| 13.                 | «Comin’ Home» (Delaney & Bonnie and Friends Featuring Eric Clapton, single A-side, 1969) (bonus track)         | 3:14         |
| 14.                 | «Groupie (Superstar)» (Delaney & Bonnie and Friends Featuring Eric Clapton, single B-side, 1969) (bonus track) | 2:48         |
| Общая длительность: | Общая длительность:                                                                                            | 54:50        |

| №                   | Название                            | Длительность |
| ------------------- | ----------------------------------- | ------------ |
| 1.                  | «Slunky»                            | 3:34         |
| 2.                  | «Bad Boy»                           | 3:41         |
| 3.                  | «Easy Now»                          | 2:58         |
| 4.                  | «After Midnight»                    | 3:17         |
| 5.                  | «Blues Power»                       | 3:19         |
| 6.                  | «Bottle of Red Wine»                | 3:07         |
| 7.                  | «Lovin’ You, Lovin’ Me»             | 4:04         |
| 8.                  | «Lonesome and a Long Way from Home» | 3:48         |
| 9.                  | «Don’t Know Why»                    | 3:44         |
| 10.                 | «Let It Rain»                       | 5:03         |
| 11.                 | «Don’t Know Why»                    | 5:12         |
| 12.                 | «I’ve Told You for the Last Time»   | 6:47         |
| 13.                 | «Blues in 'A'»                      | 10:26        |
| 14.                 | «She Rides»                         | 5:09         |
| Общая длительность: | Общая длительность:                 | 74:15        |

## Участники записи
Приведены по сведениям базы данных Discogs.
Музыканты:
- Эрик Клэптон — соло-гитара, вокал
- Делани Брамлетт[англ.] — ритм-гитара, бэк-вокал
- Стивен Стиллз — гитара, бэк-вокал
- Леон Расселл — фортепиано
- Джон Саймон[англ.] — фортепиано
- Бобби Уитлок — орган, бэк-вокал
- Карл Рэйдл — бас-гитара
- Джеймс Гордон — барабаны
- Джим Прайс[англ.] — труба
- Бобби Кис — саксофон

| - Текс Джонсон — ударные - Бонни Брамлетт — бэк-вокал - Рита Кулидж — бэк-вокал - Сонни Кёртис — бэк-вокал - Джерри Аллисон — бэк-вокал | Технический персонал: - Делани Брамлетт — музыкальный продюсер - Билл Халверсон — звукорежиссёр - Барри Файнштейн — фотография и оформление альбома - Билл Рид — оборудование |

## Позиции в хит-парадах
Еженедельные чарты:
| Год       | Хит-парад                              | Высшая позиция | Пребывание в чарте |
| --------- | -------------------------------------- | -------------- | ------------------ |
| 1970—1971 | Великобритания (UK Albums Chart)       | 14             | 8 недель           |
| 1970—1971 | Канада (RPM 100 Albums)                | 17             | 17 недель          |
| 1970—1971 | Норвегия (VG-lista)                    | 17             | 1 неделя           |
| 1970—1971 | США (Billboard 200)                    | 13             | 32 недели          |
|           |                                        |                |                    |
| 2021      | Австрия (Ö3 Austria)                   | 49             | 1 неделя           |
| 2021      | Бельгия/Валлония (Ultratop)            | 162            | 1 неделя           |
| 2021      | Бельгия/Фландрия (Ultratop)            | 196            | 1 неделя           |
| 2021      | Великобритания (Albums Sales Chart)    | 49             | 1 неделя           |
| 2021      | Великобритания (Physical Albums Chart) | 50             | 1 неделя           |
| 2021      | Германия (Offizielle Top 100)          | 23             | 1 неделя           |
| 2021      | Швейцария (Schweizer Hitparade)        | 14             | 1 неделя           |
| 2021      | Шотландия (Scottish Albums Chart)      | 63             | 1 неделя           |